# Manly P. Hall
Manly Palmer Hall (18. marts 1901 i Peterborough (en) - 29. august 1990 i Los Angeles) var en canadisk-amerikansk forfatter og foredragsholder, der var kendt for sit omfattende arbejde inden for okkultisme, esoterik, filosofi og esoterisk åndsvidenskab. Han var tidligere frimurer og et aktivt medlem af flere esoteriske organisationer.
Manly P. Hall er måske mest kendt for sit store værk "The Secret Teachings of All Ages", der blev udgivet første gang i 1928. Dette værk er en omfattende oversigt over okkulte, esoteriske og symbolske traditioner fra forskellige kulturer og tidsaldre. Bogen indeholder over 200 illustrationer og er blevet anerkendt som en af de mest omfattende ressourcer om esoteriske emner.
Hall var også grundlægger af The Philosophical Research Society (PRS) i Los Angeles i 1934, en organisation dedikeret til at fremme studiet af filosofi, religion og videnskab. PRS fungerede som et center for esoterisk viden og aktiviteter, og det eksisterer stadig i dag.
Manly P. Hall var en efterspurgt foredragsholder og talte bredt om emner som symbolsk videnskab, mysticisme, okkultisme og filosofi. Hans bidrag til studiet af esoteriske emner og hans evne til at formidle komplekse ideer gjorde ham til en betydningsfuld figur inden for okkulte kredse og i åndsvidenskabelige kredse generelt.

## Værker af Manly P. Hall i dansk oversættelse
- Hall, Manly (2015): “De Tabte Nøgler - Hiram Legenden”. Lemuel Books